# 布雷達 (愛荷華州)
布雷達（英語：Breda）是一個位於美國愛荷華州卡洛爾縣的城市。

## 地理
布雷達的座標為42°10′56″N 94°58′41″W / 42.18222°N 94.97806°W，而該地的平均海拔高度為419米（即1375英尺）。

## 人口
根據2010年美國人口普查的數據，布雷達的面積為1.92平方千米，當中陸地面積為1.92平方千米，而水域面積為0.00平方千米。當地共有人口483人，而人口密度為每平方千米251人。